# خلية حزمية

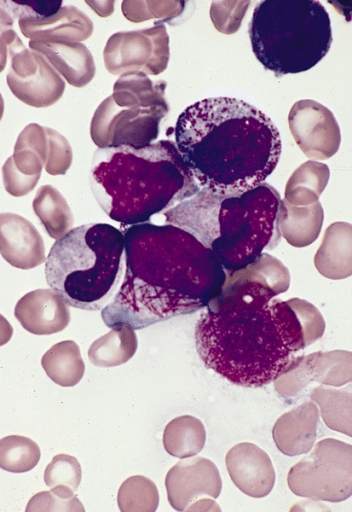
خلية فاجوت (أسفل يسار مجموعة الخلايا المركزية) مع مجموعة بارزة من قضبان آور من مريض مصاب بابيضاض الدم النخاعي الحاد.

خلايا حزمية (بالإنجليزية: Faggot cells)‏ هي خلايا توجد عادة في شكل فرط حبيبي من لوكيميا حادة بخلايا النخاع الخديج. تحتوي هذه الخلايا النخاعية (وليس الخلايا المتفجرة) على العديد من قضبان آور في السيتوبلازم والتي تعطي مظهر حزمة من العصي، والتي يتم من خلالها تسمية الخلايا.